# The Workhorse Chronicles
The Workhouse Chronicles — DVD, выпущенный американской прогрессив-металлической группой Mastodon 21 февраля 2006 года на лейбле Relapse Records, последний релиз группы на этом лейбле, так как после этого она подписала контракт с Warner Bros. Records.
DVD разделен на три секции. Первая представляет собой документальный фильм, который показывает процесс образования группы, а также информацию о прошлом и о других группах каждого из участников Mastodon.
Вторая часть — это живые выступления, записанные с 2000 по 2005 года, которые включают в себя редкие записи группы, которые продавались в клубах после выступлений. Всего диск содержит 28 песен.
Третья секция — это музыкальные видео. На данном диске представлено три клипа: «March Of The Fire Ants», «Blood and Thunder» и «Iron Tusk». Видео «Seabeast» не было включено, несмотря на то, что к тому времени оно уже было выпущено: когда клип был закончен, DVD уже отправился в печать. Изначально DVD должно было включать альтернативные видео для некоторых песен (в частности «Battle At Sea» и «Seabeast»), которые сосредотачивались на ударнике Брэнне Дейлоре. Однако, по каким-то неизвестным причинам эти видео не были включены в диск.

## Список композиций

### The Evolution of Mastodon
1. Introduction to Mastodon
2. Profiling Mastodon
3. Pre-Mastodon
4. Formation of Mastodon
5. Mastodon Environment
6. Roar of Mastodon

### Live performances
1. Deep Sea Creature (May 2000, Tallahassee, FL)
2. Slick Leg (May 2000, Tallahassee, FL)
3. Thank You For This (2002, Atlanta, GA)
4. Call Of The Mastodon (May 2000, Tallahassee, FL)
5. Shadows That Move (Summer 2002, Baltimore, MD)
6. Battle At Sea (Summer 2002, Baltimore, MD)
7. Hail To Fire (April 2005, Los Angeles, CA)
8. We Built This Come Death (2002, Atlanta GA)
9. Welcoming War (Summer 2002, Baltimore, MD)
10. Burning Man (2002, Atlanta GA)
11. Crusher Destroyer (May 2005, Atlanta, GA)
12. March Of The Fire Ants (April 2005, Los Angeles, CA)
13. Mother Puncher (Summer 2005, With Full Force Festival, Germany)
14. Ol’e Nessie (2002, Atlanta, GA)
15. Trainwreck (January 2001, Atlanta, GA)
16. Trampled Under Hoof (2002, Atlanta, GA)
17. Trilobite (May 2003, Memphis, TN)
18. Where Strides The Behemoth (September 2005, Atlanta, GA)
19. Workhorse (2004, Hellfest)
20. Megalodon (May 2005, Atlanta, GA)
21. Aqua Dementia (Summer 2005, Denver, CO)
22. Blood & Thunder (September 2005, Atlanta, GA)
23. Hearts Alive (April 2005, Los Angeles, CA)
24. I Am Ahab (September 2005, Atlanta, GA)
25. Iron Tusk (May 2005, Atlanta, GA)
26. Ísland (September 2005, Atlanta, GA)
27. Naked Burn (February 2004, Philadelphia, PA)
28. Seabeast (June 2004, London, UK)

### The Videos
1. Creating the Videos
2. March of the Fire Ants (Extended Version)
3. Iron Tusk (Uncensored Version)
4. Blood and Thunder